# Cocleorchis
Cocleorchis é um género botânico pertencente à família das orquídeas (Orchidaceae).